# Feature-Preis des Bremer Hörkinos
Der Feature-Preis des Bremer Hörkinos ist ein mit 1.000 Euro dotierter Preis für Autoren von Radio-Features. Das Preisgeld stifteten zwanzig Liebhaber des Bremer Hörkinos.
Der Preis wurde 2007 zum ersten Mal verliehen und ging an die Journalistin Dorothee Schmitz-Köster für ihr Feature Kind L 364. Szenen einer Lebensborn-Biografie, das mittlerweile auch in einer Buchfassung erschienen ist. Preisträger 2009 ist Tom Schimmeck, der für die NDR-Produktion Koma-Kicks – Erkundungen über junge Kampftrinker ausgezeichnet wurde. 2011 erhielten Margot Overath (Verbrannt in Todeszelle Nr. 5 – Der Tod des Asylbewerbers Oury Jalloh in Dessau) und Rainer Kahrs (Das Geheimnis des Waffenschiffes Faina) den Feature-Preis.